# آرتور بیبیک
آرتور بیبیک (اوکراینی: Артур Валентинович Бибік؛ زادهٔ ۲۷ ژوئیهٔ ۲۰۰۱) بازیکن فوتبال اهل اوکراین است.